# إلمو سميث
إلمو سميث هو ضابط وناشر وسياسي أمريكي، ولد في 19 نوفمبر 1909 في غراند جنكشن في الولايات المتحدة، وتوفي في 15 يوليو 1968 في ألباني في الولايات المتحدة بسبب سرطان. نشط حزبياً في الحزب الجمهوري. وقد انتخب حاكم ولاية أوريغون ‏ (1 فبراير 1956 – 14 يناير 1957).